# Félix Varin d'Ainvelle
Félix Varin d'Ainvelle est un ingénieur et un homme politique français, né le 22 janvier 1806 à Besançon (Doubs) et décédé le 5 juin 1857 au château de Servas (Gard).

## Biographie
Élève de l'École polytechnique reçu dans la promotion 1823, puis de l'École des mines de Paris, il fut ensuite ingénieur à Alès : il est ingénieur en chef en 1847.
Il devient rapidement maire d'Alès en 1852, puis député en 1853. Il siège parmi les bonapartistes et est un adepte du saint-simonisme. Il meurt en cours de mandat.

## Distinctions
- Chevalier de la Légion d'honneur